# Dinosaurios de América Central
Sobre dinosaurios de América Central se han dado dos reportes de fósiles, uno completamente estudiado en 1971, y otro poco estudiado en 1933 y que se encuentra perdido, todos ellos en Honduras.

## Fósiles encontrados

### Hadrosauroideo encontrado en Comayagua en 1971
El primer fósil de dinosaurio de América Central, documentado por paleontólogos y que se encuentra en la colección científica de un museo, es un fémur de un ornitopodo, fue descubierto en la parte central de Honduras en el año de 1971, en la carretera antigua entre las localidades de San Luis y Rancho Grande, municipio de Comayagua, por el geólogo norteamericano Gregory Horne y su asistente Bruce Simonson. Fue encontrado en la parte más alta de la capas rojas inferiores de la formación Valle de Ángeles, y dataría de algún punto de las edades del Albiense al Turoniense del periodo Cretácico (muy probablemente a la edad del Cenomaniense).
El ejemplar se encuentra en el Museo Nacional de Historia Natural del Instituto Smithsoniano de Estados Unidos en Washington (con número de catálogo USNM PAL 181339). Fue identificado como hueso de ornitopodo por John Ostrom y por Nicholas Hotton como el fémur de un Hadrosauroideo juvenil.

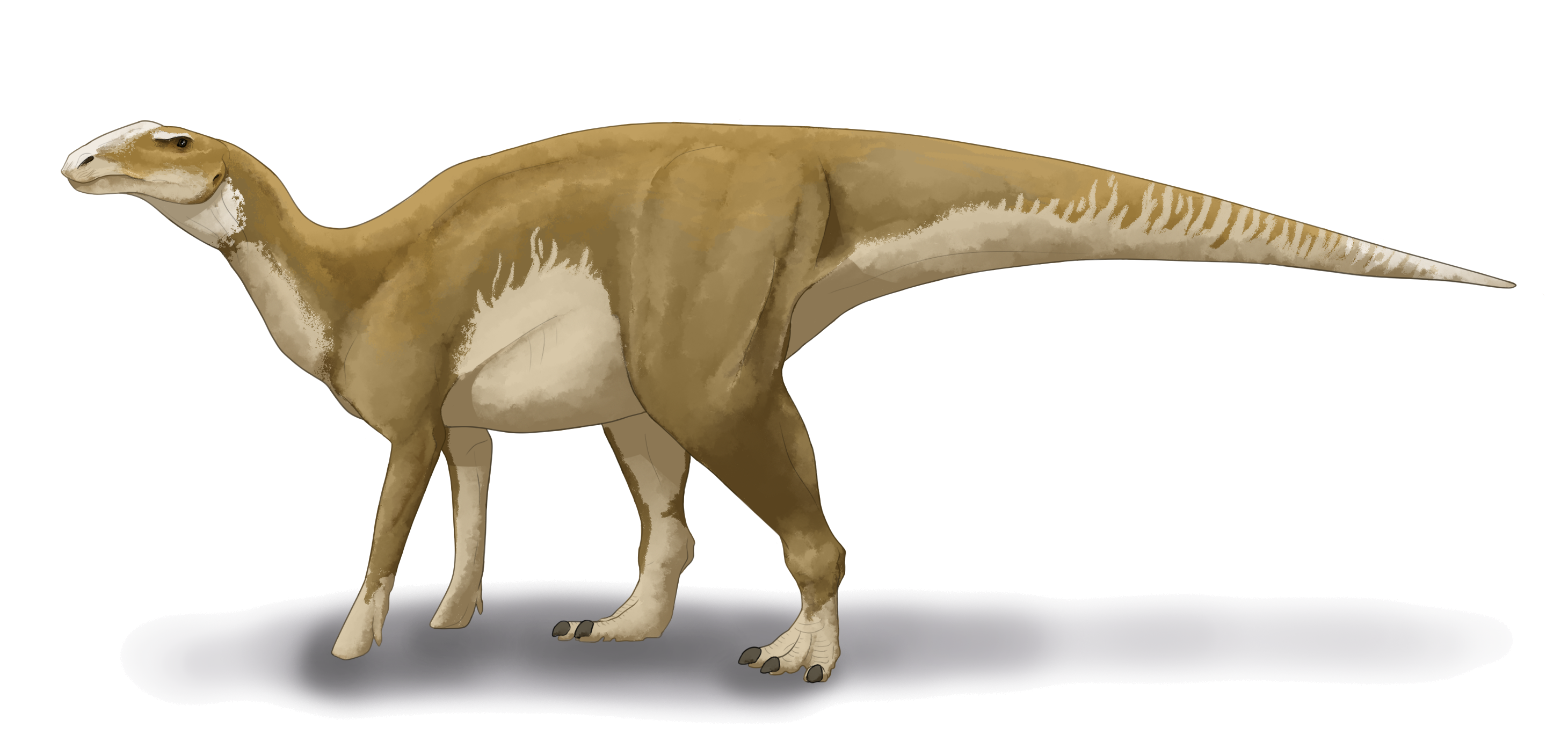
El fósil descubierto en Honduras pertenece a un miembro de la superfamilia hadrosauroidea similar a éste hadrosaurio.

### Fósil perdido, encontrado en Olanchito en 1933
Investigaciones realizadas por Leonel E. Zúñiga y David Aguilar de la Universidad Nacional Autónoma de Honduras desde el 2015, documentaron ampliamente el descubrimiento de 1971, y encontraron evidencia histórica de un segundo reporte de dinosaurio en Honduras que fue descubierto en 1933 y que corresponde a un hueso del metatarso de la pata trasera de un dinosaurio; que fue encontrado cerca de Olanchito, Departamento de Yoro, Honduras, por el explorador e investigador Gregory Mason. Esta información es descrita en diversos periódicos de Estados Unidos, como en la página 9 del periódico The Washington Post del 23 de agosto de 1933, en la página 8 del periódico The Norwalk Hour del 24 de agosto de 1933 y en la página 6 del periódico de Nebraska The Plattsmouth Journal del 21 de agosto de 1933.
Dicho fósil, al parecer habría pertenecido a un dinosaurio terrestre gigante que forma parte del grupo de los saurópodos, sin embargo, se desconoce su destino final. En 2020, el libro "Dinosaur Facts and Figures" editado por Princeton University Press publicó una ilustración de los restos de dinosaurio reportado en 1933.

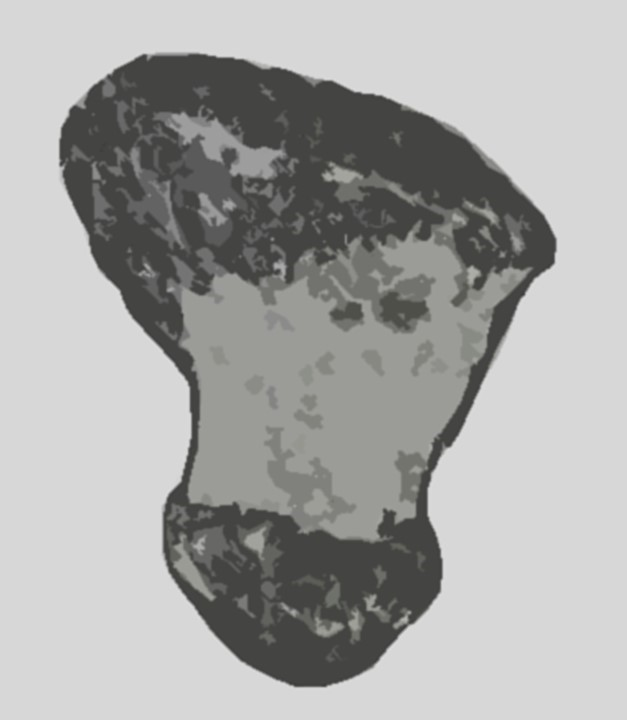
Ilustración del fósil de dinosaurio reportado en 1933 por Gregory Mason

Aunque Honduras cuenta con dos reportes de fósiles de dinosaurio (1933 y 1971), ya se había descubierto en Honduras, en 1888 (83 años antes), fósiles de plantas de ecosistemas terrestres asociados a dinosaurios, específicamente fósiles de cicadáceas. Estos fósiles fueron colectados en San Juancito, Francisco Morazán, por el ingeniero de minas Thomas Leggett, y documentados por el reconocido paleobotánico John S. Newberry.

### Hipótesis afectadas por el descubrimiento de dinosaurios en América Central
La presencia de fósiles de dinosaurio en América  Central profundizó los problemas e inconsistencias de los modelos que habían sido propuestos para explicar como se formó geológicamente Centroamérica. Como es el caso de la formación del istmo de Panamá durante el Gran Intercambio Biótico Americano, que para comienzos del siglo XX tenía por uno de sus principales fundamentos que en Centroamérica solo habían encontrafo fósiles de mamíferos y no fósiles de dinosaurios, y que por ende esta se originaría en el Cenozoico; dichas ideas serían sacudidas y desafiadas por estos reportes, como el mismo Gregory Mason resaltó en 1933 en el reporte del fósil que llevó a Estados Unidos.

## Geología mesozoica de América Central

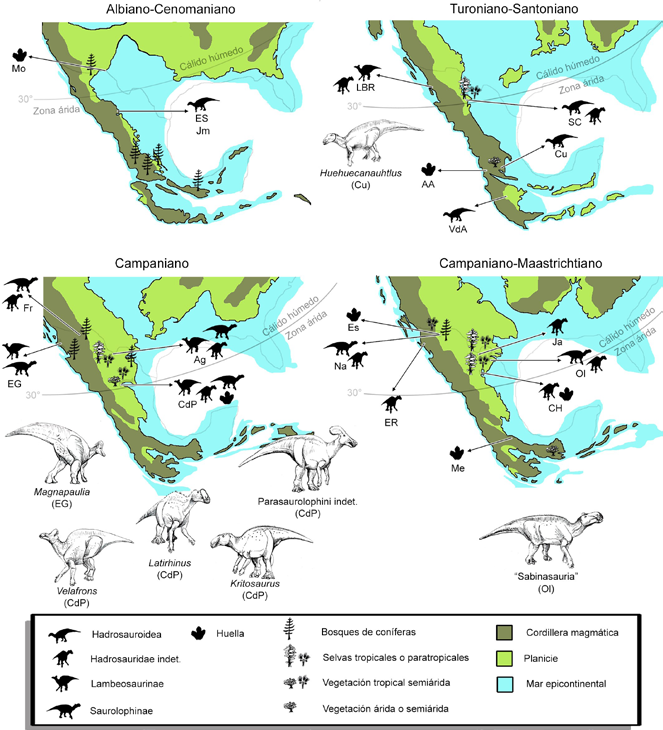
Mapa paleográfico de Norteamérica (incluyendo el bloque Chortis) en el período Cretácico (del Albiense al Maastrictiense); mostrando la distribución de Hadrosauroideos encontrados en México, así como el encontrado en Comayagua que aparece señalado como Vda (por el grupo Valle de los Ángeles)

Los estudios geológicos en América Central muestran que Honduras, El Salvador, Nicaragua y el sur de Guatemala formaron parte de un bloque cortical de la corteza terrestre denominado como bloque Chortis, que estaba constituido por los actuales terrenos central y este de Centroamérica, que contenía partes de Guatemala, Honduras y Nicaragua; y que estaban divididos en la parte sur por la falla de Guayape en Honduras; teniendo ambos rocas que datan desde el precámbrico o la era paleozoica. El sur de El Salvador, Honduras y las costas pacíficas de Guatemala y Nicaragua; estaba constituido por rocas mayoritariamente de la era Cenozoica, a excepción de algunos lugares con rocas de la era Mesozoica, como en Metapán en El Salvador, Ocotepeque en Honduras, y Siuna en Nicaragua, que consistía en islas del período Cretácico que fueron acrecionadas al bloque); mientras que el norte de Guatemala y Belice hacían parte del bloque Maya (con rocas que datan del Precámbrico y la era Paleozoica), y el resto de América Central se formaría a partir de islas surgidas en el mismo período Cretácico.
El modelo principal que explica donde se encontraba el  bloque de Chortis (donde se encontraron los fósiles) de la era Mesozoica, es el "Modelo del Pacífico", que explica que dicho bloque se encontraba en esa era anclado al suroeste México y se habría movido a su posición actual en el Eoceno a través de la falla del Motagua. Algunos académicos, como el geólogo canadiense Fraser Keppie han cuestionado el desplazamiento del bloque Chortis, principalmente por la ausencia de evidencia batimétrica y orográfica congruente, que refleje claramente el desplazamiento de más de 1100 kilómetros de ese bloque, ya que deberían haber quedado evidencias en la falla de Motagua. Sin embargo, dicho movimiento sería lo único que explicaría el salto dextral (hacia la derecha) observado en la falla de Guayape y la tectónica intraplaca del bloque Chortis.
Los estratos mesozoicos del bloque Chortis son principalmentes sedimentarios. Debido a cambios eustáticos en el nivel del mar, existieron eras en las cuales las capas se encontraban sumergidas, llevando a la formación de arrecifes, donde los restos de seres vivos se acumularon y litificaron para formar rocas carbonáticas (principalmente calizas o margas); mientras que en otras eras, debido a la reducción del nivel del mar por la actividad tectónica y erupciones volcánicas, las rocas quedaban expuestas en la superficie, lo que producía la oxidación de las rocas clásticas que las conformaban, tornándose en un color rojizo debido al óxido de hierro de su estructura mineral (por ello, esos estratos son conocidos como capas rojas), pudiéndose encontrar en ellas lechos de ríos y suelos donde crecía la vegetación; también cabe mencionar que existen casos donde las elevaciones no permitieron que se depositaran algunos de los estratos, debido a la erosión de los estratos algunas capas pueden presentar de discordancia (tener una brecha en el registro geológico). Así del período Cretácico, las capas rojas de la formación son todos del Cretácico inferior, y son sucedidas por las rocas carbonáticas del Grupo Yojoa (que se extiende principalmente del Aptiense al Albiense), y estas sucedidas por el Grupo Valle de los Ángeles integrado por las capas rojas inferiores (del Albiense al Cenomaniense o Turoniense), las rocas carbonáticas de la formación Jaitique, Gualaco o Esquías (del Cenomaniense o al Turoniense; siendo los estratos de la formación Esquias, que conformarían el mar homónimo, unos millones de años más recientes que la formación Jaitique y las capas rojas superiores serían son del resto del período Cretácico.